# 夕暮れ社 弱男ユニット
夕暮れ社 弱男ユニット（ゆうぐれしゃ よわおとこユニット）は、日本の劇団。京都府を拠点に活動している。

## 概要
2005年、京都造形芸術大学 映像・舞台芸術学科 在学中の村上慎太郎が「弱男ユニット」を結成。劇場外（砂浜・劇場ロビー・ライブハウス・事務室前 など）での公演を数多く行う。
2008年、メンバーを増やして「夕暮れ社 弱男ユニット」に名前を変更する。同年、大阪市が主催する新進舞台芸術アーティスト発掘事業「CONNECT vol.2」にて「現代アングラー」が優秀賞を受賞する。
2016年1月に公演した「ハイアガール」が、第24回（2017年）OMS戯曲賞 最終選考にノミネートされる。
作風として、登場人物の現実を追求して俳優の個性を舞台に盛り込んでいくのが特徴である。所属メンバーは、各種メディア出演や他の劇団への参加（出演・脚本）なども行っている。

## 劇団員
- 村上慎太郎 - 代表、脚本、演出、俳優（1984年生まれ、京都府出身）
- 稲森明日香 - 俳優、衣装（1986年生まれ、奈良県出身）
- 向井咲絵 - 俳優（1987年生まれ、大阪府出身）
- 南志穂 - 俳優（1994年生まれ、京都府出身）

## 出演者
主なゲスト 
- 元 劇団員
  - 御厨亮
  - 伊勢村圭太
  - 藤居知佳子
  - 小川敦子
  - 綿木絵里香
- 男肉 du Soleil
  - 高阪勝之
  - 城之内コゴロー

- 努力クラブ
  - 佐々木峻一
  - 九鬼そねみ
- 本間広大 (ドキドキぼーいず)
- 古藤望 (マゴノテ)
- 岩﨑優希 (ライターズカンパニー)
- 中西柚貴 (悪い芝居)
- 丸山交通公園
- 穐月萌
- 安岐裕美

- 孝学直
- 小林欣也
- 住吉山実里
- 殿井歩
- 仲乃亮
- 降矢菜採
- 松田裕一郎
- 南基文
- 峯奈緒香
- 山下残

## 公演

### 弱男ユニット
- 2005年
  - ゲルニカVS.テポドン-悪夢の序章-（5月）[注 3]
  - ここでキスして～in@CAFE（10月）
  - 瓜生山無責任時代（11月）
  - サンタが街にやってこない!？男版・女版（12月）
  - 二人と僕（12月）
- 2006年
  - 光学プリズム～天才シンドローム～（7月）
  - 世界無責任旅行～淡路島編～（8月）- 兵庫公演
  - 初恋、猫ヲ咬メッッッッ!!!!（12月）- 京都芸術劇場春秋座ホワイエ 公演
- 2007年
  - 素晴らしい世界〜フラレ涙に溺れて死んじゃう（10月）
  - アンチ・グラタン2007～将来への不安（11月）

### 夕暮れ社 弱男ユニット
- 2008年
  - 世界と戦うために（10月）[注 4]
  - 現代アングラー（11月）- 大阪公演、芸創→精華連携企画CONNECTvol.2 優秀賞受賞
- 2009年
  - 現代アングラー2009（1月）- 大阪公演、改訂再演作品
  - 弱男ユニット史を巡る創世記ファンタジー（5月）
  - 明石海峡夏景色～弱男だよ！淡路島滞在記～（8月）- 淡路島アートフェスティバル2009参加
- 2010年
  - 教育（3月）- 大阪公演
- 2011年
  - ミックン・ロール！（8月）
  - 弱男ユニット（11月）- 第26回国民文化祭・京都2011「京都文化年イベント絵巻」
- 2012年
  - 友情のようなもの（3月）
  - 夕暮れ社 登場（8月）
  - 弱男ユニットがDAWとわっしょいしょい！（11月）- 大阪公演、夕暮れ社 弱男ユニット×genseiichi
- 2013年
  - 夕凪アナキズム（1月）
  - 夕暮れ社、海のリハーサル（6月）[5]
  - 或A先生の新作（9月）
  - 或A先生の新作（11月）- 東京公演
  - 突然ダークネス（12月)
- 2014年
  - プール（11月）
- 2016年
  - ハイアガール（1月）- 第24回OMS戯曲賞 最終選考ノミネート
  - モノ（5月）- AI・HALL公演 [6][7]
  - 僕たちは、世界を変えることはできない。（12月 - 2017年1月）- 京都/横浜/三重公演 [8][9][10]
- 2019年
  - サンクコストは墓場に立つ（1月）[11]
  - 京都で、恋とフォーク（6月）[12]
- 2020年
  - 恋するフォーク、京都で（３月）
  - フライデー・ナイト・フィーバー（11月）
- 2021年
  - キャンプで、恋とフォーク△（3月)
- 2022年
  - 夕暮れ社が来た！（3月・4月)
  - トゥーウィメンオンザ土嚢（5月)
  - 夕映えリリシズム（9月・10月)
- 2023年
  - ラブ・エリミネーション（12月)

### 夕暮れ社 いなもり支店
稲森明日香がリーダーシップをとり結成した劇団内ユニット
- 2014年
  - 2うたとコントの夕べ（2月）vol.1
  - 恋する戯曲は役に立つ（9月）vol.2
- 2015年
  - ちょっと待って、エントロピー!!（5月）vol.3 - 東京公演
  - ちょっと待って、エントロピー!!（7月）vol.3.5